# Седерман, Ларс-Эрик
Ларс-Эрик Седерман (англ. Lars-Erik Cederman; 27 мая 1963, Сторфорс, Швеция) — швейцарско-шведский политолог, профессор кафедры исследования международных конфликтов в Швейцарской высшей технической школе Цюриха (ETH Zurich). Его основные области исследований — этнические конфликты, национализм, государственное управление, распределение полномочий.

## Биография
Седерман в 1988 году получил степень магистра наук в области инженерной физики в Уппсальском университете, а в 1990 году — степень магистра международных отношений в Женевском институте международных исследований. В 1994 году Седерман окончил Мичиганский университет, где получил степень доктора философии в области политологии. Он занимал академические должности в Мичиганском университете, Женевском институте международных исследований, Оксфордском университете, Калифорнийском университете и Гарвардском университете. В 2003 году он стал профессором Швейцарской высшей технической школы Цюриха.
Он был директором Центра сравнительных и международных исследований (CIS). Седерман был соучредителем Центра рисков ETH и Центра компетенции по «Преодолению кризисов в социально-экономических системах». Седерман также возглавлял Европейскую сеть исследований конфликтов (ENCoRe) — программу «Horizon 2020», которая объединила исследователей и политиков с целью анализа и прогнозирования вспышек и траекторий конфликтных процессов во всём мире.

## Награды
В 1998 году Седерман получил премию Эдгара С. Фернисса за свою монографию «Новые действующие лица в мировой политике: как государства и нации развиваются и растворяются». Эта книга основана на его диссертации, за которую в 1995 году он получил премию Горация Рэкхема от Мичиганского университета. Книга «Неравенство, обиды и гражданская война», опубликованная Седерманом вместе с Кристианом Скреде Гледичем и Халвардом Бухаугом в 2013 году в издательстве Кембриджского университета, получила четыре премии, в том числе премию Международной ассоциации исследований за лучшую книгу, премию Американской ассоциации политологии за лучшую книгу о процессах, связанных с конфликтами, премию «Книга года» общества по исследованию конфликтов и медаль Сети европейских ученых-миротворцев за лучшую публикацию в области наук о мире.
Седерман дважды получал премию Хайнца Юлау за лучшую статью в журнале American Political Science Review: в 2011 году за статью «Горизонтальное неравенство и этно-националистическая гражданская война: глобальное сравнение» (в соавторстве), и в 2001 году за статью «Назад к Канту: переосмысление демократического мира как процесса коллективного обучения».
Проект GROWup (англ. Geographical Research On War, Unified Platform), который служит основным источником данных, собранных исследовательской группой Седермана, был удостоен награды Американской ассоциации политических наук за «лучший вклад данных в изучение любых форм политического конфликта». В 2015 году эта Ассоциация вручила Седерману премию имени Дж. Дэвида Сингера за инновации в области данных.
В 2018 году Седерман был удостоен Швейцарской научной премии Марселя Бенуа за работу в области политического урегулирования и интеграции этнических меньшинств.

## Гранты
Седерман был и остаётся главным исследователем в нескольких исследовательских проектах, финансируемых Швейцарским национальным научным фондом и Швейцарской сетью международных исследований (англ. Swiss Network for International Studies). В 2018 году он также получил авансовый грант Европейского исследовательского совета (ERC) в размере 2,5 млн евро на исследовательский проект по трансформации националистических государств и конфликтам.

## Исследования
С 2003 года Седерман и его исследовательская группа собирают данные об этнических группах и их участии в конфликтах. Помимо анализа данных на уровне стран, усилия были сосредоточены на дезагрегировании исследуемой единицы, преодолении некоторых присущих ограничений за счёт получения детализированной информации на разных уровнях агрегирования. Кульминацией этой работы по сбору данных стал широко используемый набор данных по соотношению этнических сил (EPR). Он идентифицирует все политически значимые этнические группы и их уровень доступа к государственной власти для всех стран мира в период с 1946 по 2017 годы, а также предоставляет геопространственную информацию, которая описывает географическое расположение этих групп, их вовлечённость в конфликты, их деление на языковые, религиозные и расовые группы, а также их присутствие в потоках беженцев. Используя передовые технологии, такие как спутниковые изображения (например, топография, излучение света в ночное время в качестве показателя экономического развития и т. д.), и связывая свои собственные данные с другими наборами данных, исследовательская группа Седермана получила новую и критически важную статистическую информацию по странам, административному делению и этническим группам. Полученная информация и показатели доступны в удобном для пользователя виде с помощью сервиса GROWup — Geographic Research On War, Unified Platform.